# 남원시립도서관
남원시립도서관은 전북특별자치도 남원시 하정동 소재의 도서관이다.

## 연혁
- 2008.02.29 시립도서관 리모델링 착공
- 2008.04.22 시립도서관 리모델링 준공
- 2008.06.30 시립도서관 리모델링 개관
- 2008.07.01 시립도서관 리모델링 설치 및 운영 조례 공포
- 2010.12.31 시립도서관 1층 확충사업 착공
- 2011.06.24 시립도서관 1층 확충사업 준공
- 2011.07.15 시립도서관 1층 확충 개관

## 이용 안내
이용 시간
- 화요일~토요일 09:00 ~ 22:00
- 일요일 09:00~18:00

휴관일
- 정기휴관일: 매주 월요일, 국경일과 정부에서 지정한 공휴일
- 임시휴관일: 특별한 사유로 시장이 필요하다고 인정한 날